# Ivan Bijan
Ivan Vassylvytch Bijan (en ukrainien : Іван Васильович Біжан, né le 25 décembre 1941 à Yalanets) est un général ukrainien qui occupait le poste de chef d'état-major de l'armée et de ministre de la défense d'Ukraine.

## Biographie

### Carrière politique
Il fut vice de la Défense en 1991 à 1992 puis premier vice-ministre de la défense de 1993 à 2002. Il a cumulé avec le poste de Ministre de la Défense du 4 octobre 1993 au 8 octobre 1993.